# Yaroslavita
La yaroslavita és un mineral de la classe dels halurs. Rep el seu nom de la localitat on va ser descoberta, a Yaroslavskoye (Rússia).

## Característiques
La yaroslavita és un halur de fórmula química Ca₃Al₂F10(OH)₂·H₂O. Cristal·litza en el sistema ortoròmbic. Es troba en forma d'ovalas compactes o creixements esfèrics amb estructura radial fibrosa, d'aproximadament 3 mil·límetres. La seva duresa a l'escala de Mohs és 4.
Segons la classificació de Nickel-Strunz, la yaroslavita pertany a «03.CB - Halurs complexos, nesoaluminofluorurs» juntament amb els següents minerals: criolitionita, criolita, elpasolita, simmonsita, colquiriïta, weberita, karasugita, usovita, pachnolita, thomsenolita i carlhintzeïta.

## Formació i jaciments
Es troba a les zones d'oxidació de dipòsits de sel·laïta-turmalina-fluorita. Sol trobar-se associada a altres minerals com la sel·laïta, la gearksutita o la chukhrovita-(Ce). Va ser descoberta l'any 1966 al dipòsit d'estany de Yaroslavskoye, al krai de Primórie (Districte Federal de l'Extrem Orient, Rússia), l'únic indret on se n'ha trobat aquesta espècie.